# Knœrsheim
 Knœrsheim (en alsacià Knersche) és un municipi francès, situat a la regió del Gran Est, al departament del Baix Rin. L'any 2005 tenia 195 habitants. Limita al sud-est amb Zeinheim i Rangen, al sud amb Zehnacker i al nord-oest amb Westhouse-Marmoutier.
Forma part del cantó de Saverne, del districte de Molsheim i de la Comunitat de comunes de la Mossig i del Vignoble.

## Demografia
| 1962 | 1968 | 1975 | 1982 | 1990 | 1999 |
| ---- | ---- | ---- | ---- | ---- | ---- |
| 149  | 150  | 144  | 136  | 174  | 173  |

## Administració
| Període | Identitat         | Partit |
| ------- | ----------------- | ------ |
| 2001-   | Gérard Wandhammer |        |